# Свято-Никольский храм (Зуя)
Храм святителя Николая, архиепископа Мир Ликийских, чудотворца (Свято-Никольский храм) — православный храм в посёлке Зуя в Крыму. Построен в 1884 году на месте одноимённого храма постройки 1831 года. Является памятником архитектуры и истории. Принадлежит Кировско-Белогорскому благочинию Симферопольской и Крымской епархии Русской православной церкви.
Настоятель храма — протоиерей Сергей Иванов.

## История

### Проект и возведение
Зуя была основана вскоре после присоединения Крыма к Российской империи, первыми поселенцами стали крестьяне из центральных губерний империи и отставные солдаты. Поселяне обратились к новороссийскому губернатору и архиепископу Екатеринославскому, Херсонскому и Таврическому с ходатайством о разрешении на строительство церкви. В феврале 1808 года Екатеринославская духовная консистория разрешила строительство храма в казённом поселении Зуя. В августе того же года Святейший правительствующий синод постановил возвести новую церковь во имя Николая Чудотворца.

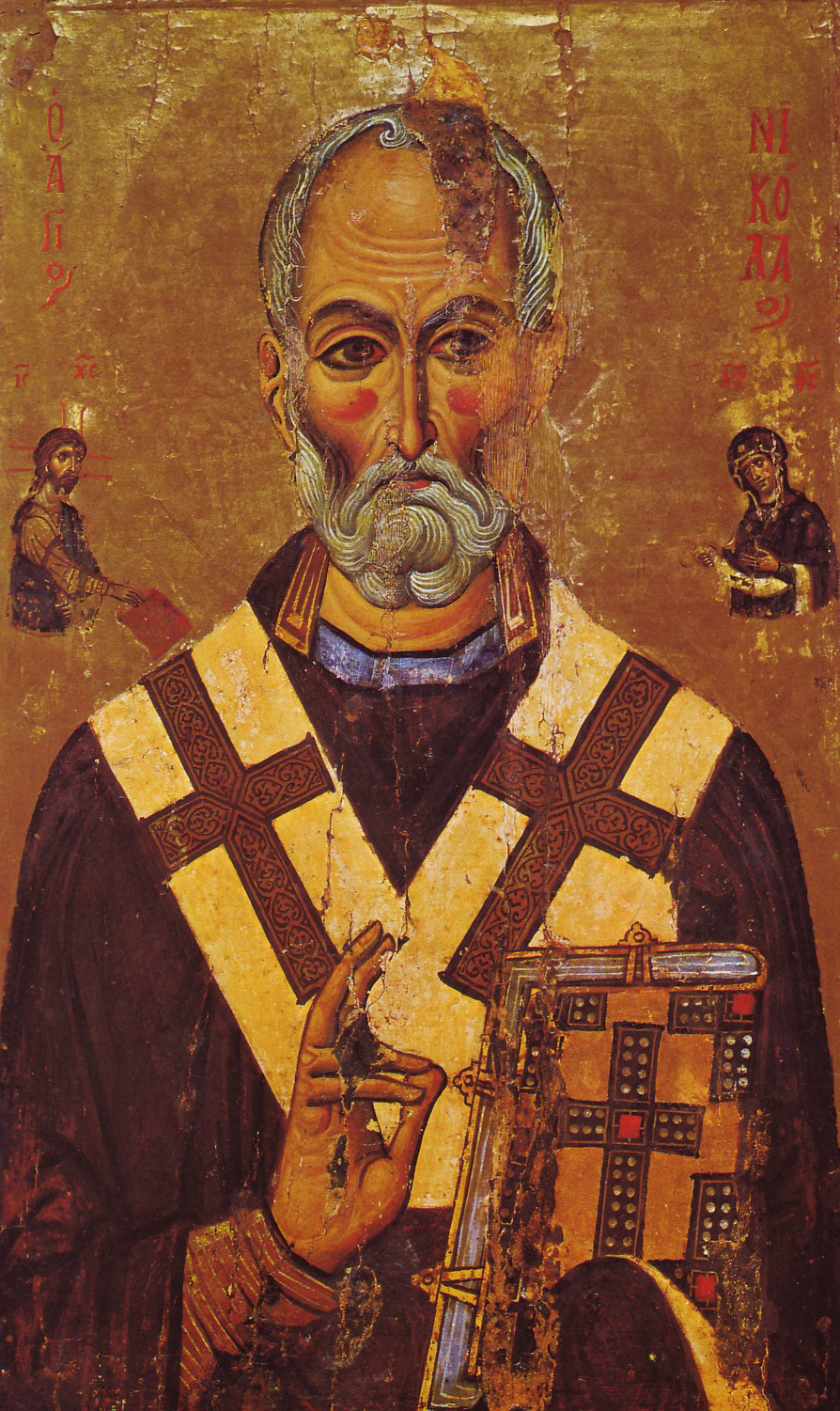
Икона Св. Николая с Синая, монастырь св. Екатерины, XII век

Никола́й Чудотво́рец; Николай Уго́дник; Николай Мирлики́йский; Святи́тель Николай, греч. Άγιος Νικόλαος (около 270 года, Патара, Ликия — около 345 года, Миры, Ликия) — святой в исторических церквях, архиепископ Мир Ликийских (Византия). В христианстве почитается как чудотворец, на Востоке является покровителем путешествующих, заключённых и сирот, на Западе — покровителем практически всех слоёв общества, но в основном детей.
Была отведена земля в центре селения на берегу реки Зуя, заказан проект, составлялись строительные сметы. Местный священник отец Данилов начал сбор средств. Однако нужная сумма собиралась с трудом, мешала бедность относительно небольшого прихода, затем началась война 1812 года.
На январь 1828 года для строительства храма было собрано всего 1000 рублей. Жители Зуи обратились за помощью к архипастырю, ссылаясь на то, что «блаженной памяти Государь Император Александр Павлович, проезжая в 1818 году через селение Зуя, соизволил обещать ассигнование на сей предмет 10 тысяч рублей». Однако обещание, вероятно, было дано устно, поэтому средств на строительство не выделили. Проект крестово-купольного храма с колокольней был разработан в Санкт-Петербурге в 1824 году. К 1831 году приходу удалось собрать 3500 рублей серебром и первый Свято-Никольский храм в Зуе был возведён. Он действовал сорок лет, но из-за ветхости был разобран в 1871 году.

### Освящение нового храма, церковная жизнь в XIX — начале XX века
Епископ Гермоген охарактеризовал церковь в епархиальном описании так: «Церковь каменная, с колокольнею, построена была в 1831 году и освящена во имя Святителя Николая; но, за ветхостью, разобрана, и в 1878 году построен временный молитвенный дом, а в 1884 году построена прихожанами новая церковь и освящена также во имя святителя Николая 8 апреля». За последующие сорок лет Свято-Никольская церковь приобрела достойное убранство, иконостас и культовую утварь. Император Николай II подарил церкви икону. Стараниями приходских священников была создана большая библиотека, она насчитывала 418 томов и 375 названий, её фонд пополнялся также журналами. Дети получали начальное образование в двух церковно-приходских школах в деревнях по соседству с Зуей.

### Закрытие храма, репрессии против верующих

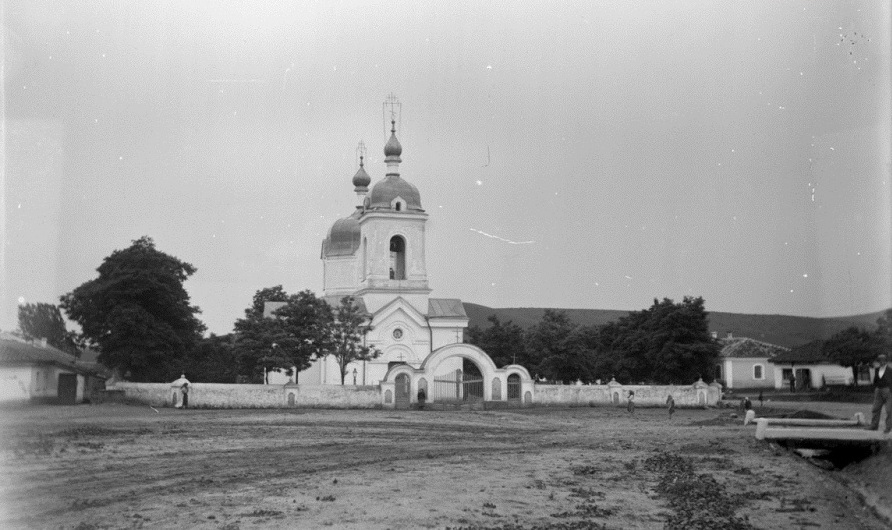
Свято-Никольский храм в 1905 году

После установления советской власти для Свято-Никольского храма наступили трудные времена. Политика государства была заявлена как воинствующий атеизм, имущество церкви было национализировано, храмы повсеместно закрывались, монастыри в Крыму преобразовывались в сельхозобщины. В марте 1923 года прихожане Зуи обратились в райисполком с просьбой передать в бессрочное пользование храм и другие строения, а 17 июля был подписан договор между Петровским райисполкомом и религиозной общиной. Властям нужен был предлог для закрытия храма и он был найден. Здание пострадало от толчков землетрясения 1927 года, появились трещины в стенах, в своде купола образовалась сквозная трещина, разделившая все здание на две половины. В августе 1929 года после обследования комиссия признала его аварийным. На ремонт по смете требовалась существенная сумма в 8000 рублей. Согласно договору приход самостоятельно должен был произвести ремонтные работы, но деньги собрать не удалось, поэтому храм был изъят.
Органы НКВД в 1927 году открыли дело против прихожан. Причт зуйского храма церкви обвинили в организации антисоветских выступлений, покушении на жизнь председателя сельского совета Грищенко и убийстве комсомольца Петра Вербовского. Трое местных жителей, проходивших по делу о «поповско-кулацком заговоре» были осуждены и расстреляны в симферопольской тюрьме, а отец Пётр был сослан в Сибирь. По дороге 75-летний священник умер. Постановлением Президиума Крымского ЦИКа от 25 декабря 1929 года храм был закрыт, по предложению комсомольцев в нём устроили клуб. Во время немецко-румынской оккупации в 1943—1944 годах службы возобновились. После освобождения Крыма вновь возобновились богослужения в Никольской церкви в 1949 году. Затем её закрыли в 1962 году, использовав сначала под склад, затем как спортзал и библиотеку.

### Восстановление храма и прихода
В 1991 году Свято-Никольский храм в Зуе был возвращён Украинской Православной Церкви Московского Патриархата. При участии прихожан в церкви был проведён ремонт. Местные жители сумели сохранить в семьях часть икон, однако образ, подаренный храму Императором Николаем II утрачен. В церковном дворике установлен мраморный крест на белом постаменте — памятник пострадавшим от преследователей веры в советское время.